# Chaetopleura angulata
Chaetopleura angulata is een keverslak uit de familie der Chaetopleuridae.
De soort kan tot 55 mm groot worden en is geelbruin tot donkerbruin. De ribben zijn gewoonlijk lichter gekleurd. De keverslak is ovaalrond, met hoekig afgeronde schelpplaten. De plaatjes vertonen sterke radiale en diagonale ribben.
Chaetopleura angulata leeft in het sublittoraal en dieper (tot 40 meter) en komt voor in de Lusitanische regio en Patagonische regio. In Europa komt de soort (ingevoerd) voor langs de Atlantische kusten van Spanje en Portugal (met name in de Algarve).